# Christelle Prot
Pour les articles homonymes, voir Prot.
Christelle Prot, née à Clermont-Ferrand, est une actrice française. En 2001, elle remporte le prix Michel-Simon pour son rôle dans Toutes les nuits. Christelle Prot est l'actrice fétiche d'Eugène Green avec qui elle tourne depuis Toutes les nuits.

## Biographie
Originaire de Clermont-Ferrand, Christelle Prot découvre le théâtre classique à l'école. Après un passage aux Beaux-Arts, elle quitte l’Auvergne et devient styliste de mode pour s’offrir le cours Florent à Paris. Elle travaille avec Gabriel Arcand à Montréal, puis Simon Abkarian lui confie ses premiers rôles sur scène. Elle rencontre Eugène Green à Paris, réalisateur hanté par le travail de la lumière et la pureté de la langue et de la prononciation françaises. C'est le début d'une longue collaboration. En 2015 sort le film franco-italien La Sapienza, toujours d'Eugène Green, dans lequel elle forme un couple avec Fabrizio Rongione.

## Filmographie

### Cinéma

#### Longs métrages
- 1994 : Grande Petite de Sophie Fillières
- 2001 : Toutes les nuits d’Eugène Green : Émilie
- 2003 : Le Monde vivant d’Eugène Green : Pénélope
- 2004 : Le Pont des Arts d’Eugène Green : la femme kurde
- 2008 : Je ne suis pas morte de Jean-Charles Fitoussi : Christelle
- 2014 : La Sapienza d’Eugène Green : Aliénor Schmidt
- 2016 : Le Fils de Joseph d’Eugène Green : Philomène

#### Courts métrages
- 2002 : Le Nom du feu d’Eugène Green : le médecin
- 2004 : Le Dieu Saturne de Jean-Charles Fitoussi : Déméter
- 2004 : Fragments de Florent Darmon
- 2005 : Teresa de Stéphane Raymond
- 2006 : Les Signes d’Eugène Green
- 2007 : Visités de Clément Cogitore
- 2009 : Correspondances d’Eugène Green : la mère de Blanche

### Télévision
- 2003 : Jean Moulin, une affaire française de Pierre Aknine : Marie-Rose Hoveldis
- 2003 : La Chose publique de Mathieu Amalric : l’observatrice de la parité

## Théâtre
- 1994 : La Quittance du diable d'Alfred de Musset, mise en scène de Fabrice Dubusset, Hérisson
- 1996 : Lectures baroques :
  - Le Baron de la crasse / Le Zig zag de Raymond Poisson, mise en scène d'Eugène Green, La Sorbonne
  - Bérénice de Jean Racine, mise en scène d'Eugène Green, Théâtre de l'Épée de Bois
- 1997 : Les Contes du chat perche de Marcel Aymé, mise en scène de Gilbert Guillaud (tournée en France)
- 1998 : Peines d'amour perdues de William Shakespeare, mise en scène de Simon Abkarian, Théâtre de l'Épée de Bois
- 1999 : Baal de Bertolt Brecht, mise en scène de Patrick Verschueren, Théâtre des deux Rives, Rouen
- 2000 : L'ultime chant de troie d'après Sénèque, Eschyle, Euripide, Parouïr Sevac, mise en scène de Simon Abkarian, Théâtre Vidy, Lausanne et M C 93, Bobigny
- 2001 : La Nuit des rois de William Shakespeare, mise en scène d'Alain Bézu et Patrick Sandford, Théâtre des deux Rives, Rouen
- 2002 à 2004 : Dog face de Thomas Middleton, mise en scène de Dan Jemmett, Théâtre de la ville

## Distinctions
- 1991 : prix Michel-Simon pour son rôle dans Toutes les nuits d’Eugène Green